# Clean (film 2004)
Clean è un film del 2004 diretto da Olivier Assayas e presentato in concorso al 57º Festival di Cannes.

## Trama
Dopo la morte per overdose del suo compagno Lee, cantante rock di successo negli anni '90, Emily, ex cantante ed ex presentatrice televisiva, viene incarcerata per sei mesi per avergli fornito gli stupefacenti. Il loro figlio Jay vive da diversi anni con i genitori di Lee, Albrecht e Rosemary, nella Columbia Britannica. Per rivederlo e per riaverne la custodia, Emily deve rinunciare alla droga e cambiare vita. In accordo con Albrecht e contro il parere della suocera, malata e in cura a Londra, Emily cerca di riconquistare il suo ruolo di madre, ma il figlio inizialmente la rifiuta. A poco a poco la donna riprende con difficoltà una vita normale, vivendo di espedienti a Parigi.

## Riconoscimenti
- Festival di Cannes 2004
  - Premio per la migliore interpretazione femminile (Maggie Cheung) [1]
  - Grand Prix tecnico
- Premio Gianni Di Venanzo 2005
  - Miglior fotografia straniera